# Смола
Смолата е втвърдяващ се при контакт с въздуха продукт, отделян от редица растения, предимно иглолистни дървета, в резултат на нормални или патологични процеси. Смолата е в повечето случаи аморфна маса, с въглеводороден състав, като при нагряване се разтапя и гори със задушлив пламък. Смолата не се разтваря във вода, но в повечето случаи е лесно разтворима в спирт и етер. Ценена е най-вече заради употребата ѝ в химическата промишленост при производството на лакове и лепила, за органичен синтез или в парфюмерията. Вкаменената смола е източник на кехлибар.
Смолите се използват от хората от древността при производството на парфюми и аромати, както и в религията – главно миро̀ и тамян.
Терминът се използва и за синтетични вещества с подобни свойства.

## Химичен състав
Смолата, добивана от повечето дървета, е вискозна течност, съставена главно от летливи течни терпени и с по-малко съдържание на разтворени нелетливи частици, които я правят гъста и лепкава. Най-честите терпени в смолата са алфа-пинен, бета-пинен, карен, сабинен, лимонѐн и терпинолен. Някои смоли съдържат и голямо количество смолни киселини. Някои дървета, като борът на Джефри и калифорнийският сив бор, произвеждат смоли с различен химически състав – η-хептан почти без примеси. Някои смоли, базирани на бензоената киселина или канелената киселина, се наричат балсами. Много съставни смоли имат специфичен и ясен аромат поради примеса им с етерични масла.
Втвърдената смола, от която летливите терпени са премахнати чрез дестилация, се нарича колофон. Типичният колофон е прозрачно вещество със стъклоподобна крехкост и бледожълт или кафяв цвят, без мирис или само с лек терпентинов мирис и вкус.

## Синтетични смоли
Синтетичните смоли са материали, близки по свойства с естествените смоли – вискозни течности със свойството да се втвърдяват. Произвеждат се чрез естерификация на органични съединения. Класически пример е епоксидната смола, която служи за добавка към лепила и композитни материали. И все пак 75% от произвежданите синтетични смоли се падат на ненаситените полиестери (виж полиестерна смола). Йонно-обменните смоли се използват при пречистването на водата и катализата на органични вещества.